# Le bordereau
Le bordereau ("a lista", em francês) era um documento descoberto em 1894 por uma empregada de limpeza da Embaixada Alemã em Paris, em França, no cesto do lixo do adido militar alemão, o tenente-coronel Schwarzkoppen. A empregada, Madame Bastian, entregou os papéis aos serviços secretos franceses. Estes logo concluíram que existia um traidor entre os oficiais franceses, que fazia espionagem para os alemães. O bordereau despoletou assim o caso Dreyfus. Era a única prova que fundamentava a condenação (que se provaria injusta) de Alfred Dreyfus.
Como se viria a provar mais tarde, o bordereau não havia sido escrito por Dreyfus, mas sim por Charles-Ferdinand Walsin Esterhazy.
Para além de conter a assinatura de Esterhazy, que mudou de assinatura assim que o jornal Le Matin publicou um fac-simile do bordereau,
 o documento tinha sido escrito por alguém que demonstrava pouco conhecimento técnico dos termos de artilharia. O próprio Esterhazy afirmava que, como infantarista, sabia pouco do assunto, enquanto Dreyfus era da artilharia, sendo improvável que se tivesse referido a termos técnicos de uma forma tão incorrecta, imprópria e desajeitada.
No documento o traidor também informava que em breve partiria em manobras. Dreyfus não partiu em manobras, ao contrário de Esterhazy. Ademais, o texto era mal escrito, contendo erros tais como "Je vais partir en manœuvre", não usuais em Dreyfus, mas sim em Esterhazy.